# Quilessa fasciata
Quilessa fasciata är en insektsart som beskrevs av Ronald Gordon Fennah 1945. Quilessa fasciata ingår i släktet Quilessa och familjen Kinnaridae. Inga underarter finns listade i Catalogue of Life.